# Slak
Slak (slačak, slavak, hladolež, lat. Convolvulus), biljni rod iz porodice slakovki kojemu pripada oko 200 vrsta jednogodišnjeg raslinja, trajnica penjačica i jastučastih trajnica. 
U Hrvatskoj raste nekoliko vrsta, to su oštrodlakavi slak (C. althaeoides), poljski slak (C. arvensis), ružičasti slak ili nježni slačak (C. cantabrica), srebroliki slak ili srebrolisni slačak (C. cneorum), uskolisni slak (C. lineatus), trobojni slak (C. tricolor)
Hladolež ili slak se ne smije brkati s ladoležom (Calystegia), koji pripada istoj porodici.

## Vrste
1. Convolvulus acanthocladus Boiss. & Kotschy
2. Convolvulus aitchisonii C.B.Clarke
3. Convolvulus althaeoides L.
4. Convolvulus ammannii Desr.
5. Convolvulus angustissimus R.Br.
6. Convolvulus argillicola Pilg.
7. Convolvulus argyracanthus Rech.f., Aellen & Esfand.
8. Convolvulus argyrothamnos Greuter
9. Convolvulus arvensis L.
10. Convolvulus aschersonii Engl.
11. Convolvulus assyricus Griseb.
12. Convolvulus asyrensis Kotschy
13. Convolvulus aucheri Choisy
14. Convolvulus austroafricanus J.R.I.Wood & Scotland
15. Convolvulus bazmanensis Ranjbar, Ezazi & F.Ghahrem.
16. Convolvulus × beguinotii Maire & Weiller
17. Convolvulus betonicifolius Mill.
18. Convolvulus bidentatus Bernh.
19. Convolvulus bidrensis Sebsebe
20. Convolvulus boedeckerianus Peter
21. Convolvulus boissieri Steud.
22. Convolvulus bonariensis Cav.
23. Convolvulus bullerianus Rendle
24. Convolvulus calvertii Boiss.
25. Convolvulus canariensis L.
26. Convolvulus cantabrica L.
27. Convolvulus capensis Burm.f.
28. Convolvulus capitulifer Franch.
29. Convolvulus caput-medusae Lowe
30. Convolvulus carduchorum P.H.Davis
31. Convolvulus carrii B.L.Turner
32. Convolvulus cassius Sam. ex Rech.f.
33. Convolvulus cataonicus Boiss. & Hausskn.
34. Convolvulus cephalophorus Boiss.
35. Convolvulus cephalopodus Boiss.
36. Convolvulus chilensis Pers.
37. Convolvulus chinensis Ker Gawl.
38. Convolvulus chondrilloides Boiss.
39. Convolvulus clementii Domin
40. Convolvulus cneorum L.
41. Convolvulus coelesyriacus Boiss.
42. Convolvulus commutatus Boiss.
43. Convolvulus crenatifolius Ruiz & Pav.
44. Convolvulus crispifolius F.Muell.
45. Convolvulus × cyprius Boiss.
46. Convolvulus demissus Choisy
47. Convolvulus × despreauxii A.Santos & Carine
48. Convolvulus divaricatus Regel & Schmalh.
49. Convolvulus dorycnium L.
50. Convolvulus dregeanus Choisy
51. Convolvulus dryadum Maire
52. Convolvulus durandoi Pomel
53. Convolvulus elymaiticus Mozaff.
54. Convolvulus ensifolius P.P.A.Ferreira & Sim.-Bianch.
55. Convolvulus equitans Benth.
56. Convolvulus eremophilus Boiss. & Buhse
57. Convolvulus erinaceus Ledeb.
58. Convolvulus erubescens Sims
59. Convolvulus euphraticus Bornm.
60. Convolvulus eyreanus R.W.Johnson
61. Convolvulus farinosus L.
62. Convolvulus fatmensis Kunze
63. Convolvulus fernandesii P.Silva & Teles
64. Convolvulus floridus L.f.
65. Convolvulus fractosaxosus Petrie
66. Convolvulus fruticosus Pall.
67. Convolvulus fruticulosus Desr.
68. Convolvulus galapagensis Andersson
69. Convolvulus galaticus Rostius ex Choisy
70. Convolvulus galpinii C.H.Wright
71. Convolvulus germaniciae Boiss. & Hausskn.
72. Convolvulus gharbensis Batt. & Pit.
73. Convolvulus glaouorum Braun-Blanq. & Maire
74. Convolvulus glomeratus Choisy
75. Convolvulus gortschakovii Schrenk
76. Convolvulus gracillimus Rech.f.
77. Convolvulus graminetinus R.W.Johnson
78. Convolvulus grantii Balf.f.
79. Convolvulus grigorjevii Kamelin
80. Convolvulus hamadae (Vved.) Petrov
81. Convolvulus hamrinensis Rech.f.
82. Convolvulus hasslerianus (Chodat) O'Donell
83. Convolvulus hermanniae L'Hér.
84. Convolvulus hildebrandtii Vatke
85. Convolvulus hirsutiflorus Dammann
86. Convolvulus holosericeus M.Bieb.
87. Convolvulus humilis Jacq.
88. Convolvulus hystrix Vahl
89. Convolvulus incisodentatus J.R.I.Wood & Scotland
90. Convolvulus iranicus J.R.I.Wood & Scotland
91. Convolvulus jefferyi Verdc.
92. Convolvulus jemensis Kotschy
93. Convolvulus jordanensis Sa'ad
94. Convolvulus kilimandschari Engl.
95. Convolvulus koieanus Bornm.
96. Convolvulus kossmatii Vierh.
97. Convolvulus kotschyanus Boiss.
98. Convolvulus krauseanus Regel & Schmalh.
99. Convolvulus kurdistanicus Mozaff.
100. Convolvulus laciniatus Desr.
101. Convolvulus lanatus Vahl
102. Convolvulus lanjouwii Sa'ad
103. Convolvulus lanuginosus Desr.
104. Convolvulus leiocalycinus Boiss.
105. Convolvulus leptocladus Boiss.
106. Convolvulus libanoticus Boiss.
107. Convolvulus lilloi O'Donell
108. Convolvulus lindbergii Sa'ad
109. Convolvulus lineatus L.
110. Convolvulus linoides Bornm.
111. Convolvulus longipedicellatus Sa'ad
112. Convolvulus lopezsocasii Svent.
113. Convolvulus maireanus Pamp.
114. Convolvulus mairei Halácsy
115. Convolvulus massonii F.Dietr.
116. Convolvulus mazicum Emb. & Maire
117. Convolvulus meonanthus Hoffmanns. & Link
118. Convolvulus microcalyx C.B.Clarke
119. Convolvulus microsepalus R.W.Johnson
120. Convolvulus mollissimus Bertol.
121. Convolvulus montanus Ooststr.
122. Convolvulus multifidus Thunb.
123. Convolvulus namaquensis (Schltr. ex A.Meeuse) J.R.I.Wood & Scotland
124. Convolvulus natalensis Bernh.
125. Convolvulus ocellatus Hook.
126. Convolvulus oleifolius Desr.
127. Convolvulus oppositifolius Alfarhan
128. Convolvulus oreophilus House
129. Convolvulus oxyphyllus Boiss.
130. Convolvulus oxysepalus Boiss.
131. Convolvulus palaestinus Boiss.
132. Convolvulus palustris Cav.
133. Convolvulus peninsularis J.R.I.Wood & Scotland
134. Convolvulus pentapetaloides L.
135. Convolvulus persicus L.
136. Convolvulus phrygius Bornm.
137. Convolvulus pilosellifolius Desr.
138. Convolvulus pitardii Batt.
139. Convolvulus × platigena Speg.
140. Convolvulus prostratus Forssk.
141. Convolvulus pseudocantabrica Schrenk
142. Convolvulus × pseudocompactus C.Aykurt & Sümbül
143. Convolvulus pseudoscammonia K.Koch
144. Convolvulus pyrrhotrichus Boiss.
145. Convolvulus randii Rendle
146. Convolvulus rectangularis Rech.f.
147. Convolvulus recurvatus R.W.Johnson
148. Convolvulus remotus R.Br.
149. Convolvulus reticulatus Choisy
150. Convolvulus rhyniospermus Hochst. ex Choisy
151. Convolvulus rottlerianus Choisy
152. Convolvulus rozynskii (Standl.) W.H.Lewis & R.L.Oliv.
153. Convolvulus rufescens Choisy
154. Convolvulus sabatius Viv.
155. Convolvulus sagittatus Thunb.
156. Convolvulus sarmentosus Balf.f.
157. Convolvulus sarothrocladus Boiss. & Hausskn.
158. Convolvulus scammonia L.
159. Convolvulus schimperi Boiss.
160. Convolvulus schirazianus Boiss.
161. Convolvulus schulzei O'Donell
162. Convolvulus scindicus Stocks
163. Convolvulus scoparius L.f.
164. Convolvulus scopulatus Thulin
165. Convolvulus secundus Desr.
166. Convolvulus selloi Meisn.
167. Convolvulus semhaensis (R.R.Mill) J.A.Luna & Carine
168. Convolvulus sericocephalus Juz.
169. Convolvulus sericophyllus T.Anderson
170. Convolvulus siculus L.
171. Convolvulus simulans L.M.Perry
172. Convolvulus sinuatodentatus Collett & Hemsl.
173. Convolvulus socotranus Verdc.
174. Convolvulus spicatus Peter ex Hallier f.
175. Convolvulus spinifer Popov
176. Convolvulus spinosus Burm.f.
177. Convolvulus stachydifolius Choisy
178. Convolvulus stapfii Rech.f.
179. Convolvulus stenocladus Chiov.
180. Convolvulus steppicola Hand.-Mazz.
181. Convolvulus subsericeus Schrenk
182. Convolvulus subspathulatus Vatke
183. Convolvulus suendermannii Bornm.
184. Convolvulus supinus Coss. & Kralik
185. Convolvulus tedmoorei R.W.Johnson
186. Convolvulus thomsonii Baker
187. Convolvulus thunbergii Roem. & Schult.
188. Convolvulus trabutianus Schweinf. & Muschl.
189. Convolvulus tragacanthoides Turcz.
190. Convolvulus tricolor L.
191. Convolvulus truncatus Vell.
192. Convolvulus tschimganicus Popov & Vved.
193. Convolvulus tujuntauensis Kinzik.
194. Convolvulus × turcicus Aykurt & Sümbül
195. Convolvulus turrillianus Parsa
196. Convolvulus ulicinus Boiss.
197. Convolvulus urosepalus Pau
198. Convolvulus valentinus Cav.
199. Convolvulus verdcourtianus Sebsebe
200. Convolvulus verecundus Allan
201. Convolvulus vidalii Pau
202. Convolvulus virgatus Boiss.
203. Convolvulus vollesenii Sebsebe
204. Convolvulus volubilis Brouss. ex Link
205. Convolvulus waitaha (Sykes) Heenan, Molloy & de Lange
206. Convolvulus wimmerensis R.W.Johnson
207. Convolvulus xanthopotamicus J.R.I.Wood & Scotland